# Aconibe
Akonibe (exómino español y endómino) es una ciudad ecuatoguineana de la provincia de Wele Nsas, ubicada en la parte continental (Río Muni) en el sudeste de Guinea Ecuatorial. 
Es la capital del distrito con el mismo nombre.
Su población eminentemente católica, tiene como patrón a San Pío X, festejado cada 21 de agosto, merced al obispo Leoncio Fernández Galilea en 1957. Diez años atrás, 1957, sus vecinos construyeron la primera escuela en material del país (cortezas de árbol y cubierta de nipas).
Akonibe es la cuna de la redacción de la Ley Fundamental de Guinea Ecuatorial aprobada por referéndum popular el 15 de agosto del año 1982.
La población de la zona es eminentemente agrícola y se identifican por su hospitalidad.

## Situación
Se encuentra a unos treinta kilómetros de la frontera con Gabón.

## Población
El distrito de Akonibe tenía 9065 habitantes en el censo de 1994, siendo por aquel entonces el distrito menos poblado del país después del de Nsork. 
La población de la ciudad se ha incrementado enormemente en las dos últimas décadas, en 2008 se le estimaba en unos 13 382 habitantes, y actualmente se le estima una población de 20 105 habitantes.
La gran mayoría de la población habla español y otras lenguas africanas nativas, por tanto predomina el bilingüismo entre el español y estas lenguas africanas.

## Geografía

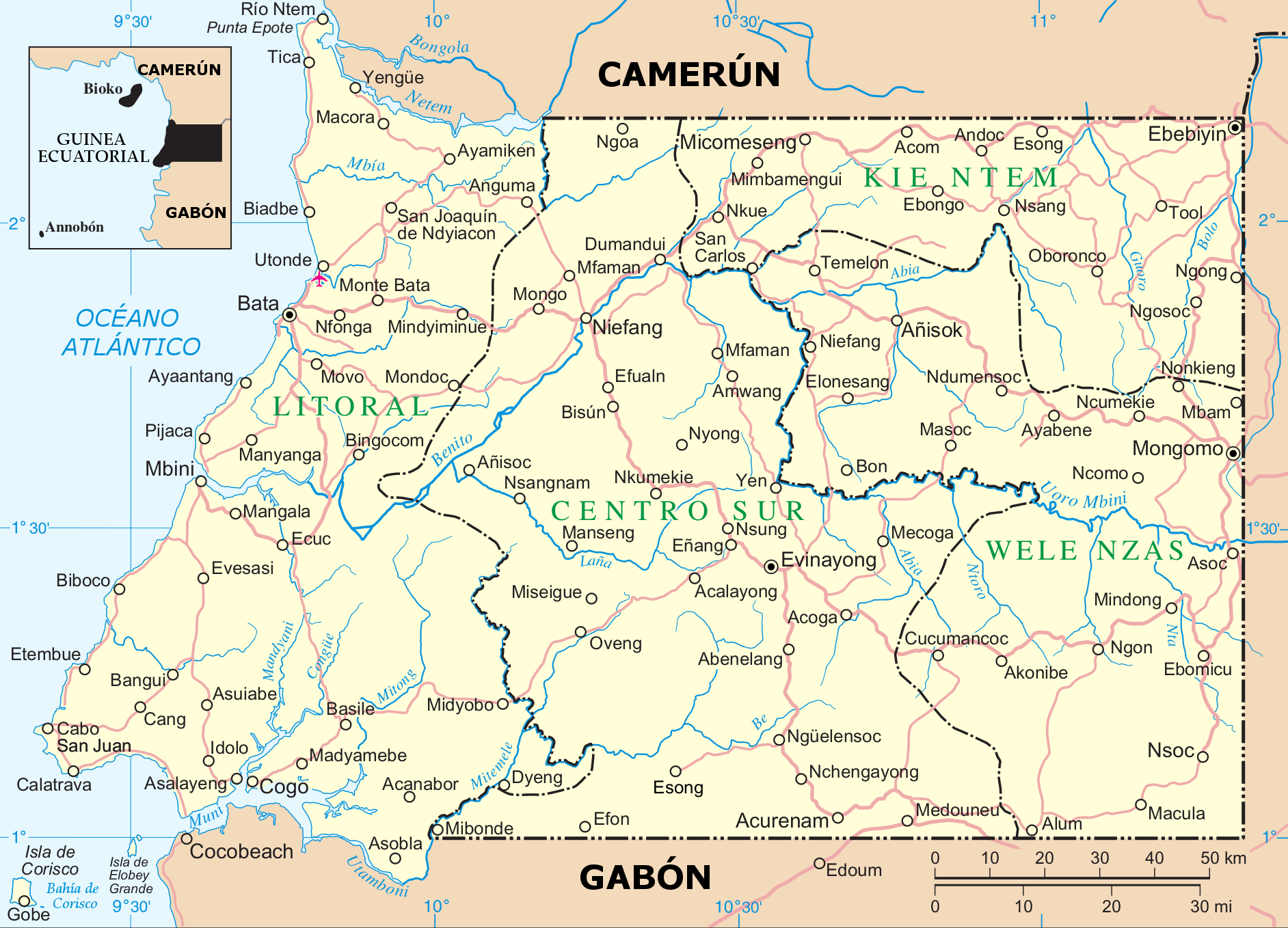

- Altitud: 565 m s. n. m.
- Latitud: 1º 18' N
- Longitud: 10º 56' E